# Monster Study
La Monster Study est le surnom donnée à une étude sur le bégaiement réalisée sur vingt-deux enfants orphelins à Davenport, dans l'Iowa, en 1939,. Elle est menée par Wendell Johnson (en) à l'université de l'Iowa,. L'étudiante diplômée Mary Tudor mène l'expérience sous la supervision de Johnson.
L'étude consiste à comparer deux groupes d'enfants orphelins. La moitié des enfants reçoivent une orthophonie « positive », louant la fluidité de leur discours, et l'autre moitié, une orthophonie « négative », rabaissant les enfants pour des imperfections. Beaucoup d'enfants orphelins parlant normalement qui reçoivent une thérapie négative subissent des effets psychologiques négatifs, et certains conservent des problèmes d'élocution le reste de leur vie : les scientifiques ayant induit des difficultés sur des enfants sans handicap.
Elle est surnommée Monster Study car certains des pairs de Johnson sont horrifiés à l'idée qu'il expérimente sur des enfants orphelins pour confirmer une hypothèse. L'expérience est même cachée de peur que la réputation de Johnson ne soit ternie dans une période où le public est choqué par l'expérimentation médicale nazie pendant la Seconde Guerre mondiale et la question de l'éthique scientifique. Comme les résultats de l'étude n'ont jamais été publiés dans une revue à comité de lecture, la thèse de Tudor est le seul document officiel révélant des détails de l'expérience,.
L'université de l'Iowa s'est publiquement excusée pour l'étude en 2001. Cependant, Patricia Zebrowski, professeure adjointe d'orthophonie et d'audiologie à l'université de l'Iowa, note que les données issues de l'étude constituent la « plus grande collection d'informations scientifiques » sur le phénomène de bégaiement et que le travail de Johnson est le premier à discuter de l'importance des pensées, des attitudes, des croyances et des sentiments du bègue[réf. souhaitée].